# El Piñero
El Piñero ist ein nordwestspanischer Ort und eine Gemeinde (municipio) mit nur noch 215 Einwohnern (Stand: 2024) im Süden der Provinz Zamora in der Autonomen Gemeinschaft Kastilien-León. 

## Lage und Klima
El Piñero liegt am Rand der Kastilischen Hochebene (Meseta Iberica) in einer Höhe von ca. 740 m. Die Provinzhauptstadt Zamora ist gut 22 km (Fahrtstrecke) in nordnordwestlicher Richtung entfernt. Das gemäßigte Kontinentalklima wird nur selten vom Atlantik beeinflusst; Regen (ca. 471 mm/Jahr) fällt vorwiegend im Winterhalbjahr.

## Bevölkerungsentwicklung
| Jahr      | 1970 | 1981 | 1991 | 2001 | 2011 | 2021 |
| Einwohner | 438  | 387  | 343  | 304  | 256  | 222  |

## Sehenswürdigkeiten
- Stephanuskirche (Iglesia de San Esteban)

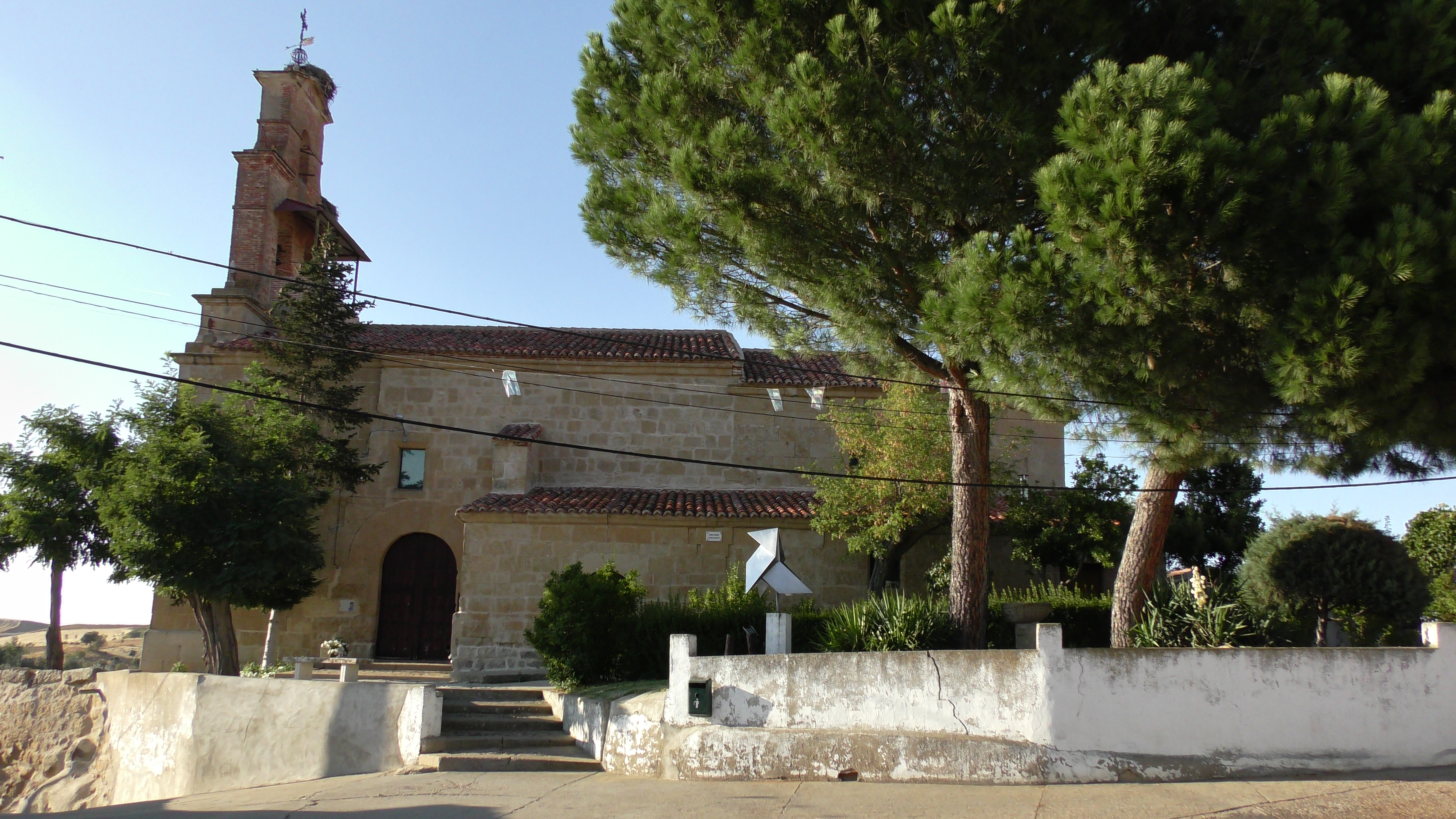
Stephanuskirche